# Mortierella alpina
Mortierella alpina är en svampart som beskrevs av Peyronel 1913. Mortierella alpina ingår i släktet Mortierella och familjen Mortierellaceae.   Inga underarter finns listade i Catalogue of Life. I släktet Mortierella är M. alpina särskilt rik på arakidonsyra och används industriellt för utvinning av denna.